# سوسکچه‌های نخستین آتراکتوچوس
سوسکچه‌های نخستین آتراکتوچوس(نام علمی: Atractuchus) نام یک سرده از تیره سوسکچه‌های نخستین است.